# Суточный бег
Су́точный бег — один из видов сверхмарафона, в котором каждый участник старается пробежать как можно большую дистанцию в течение 24 часов. Соревнования обычно проводятся на 400-метровом стадионе или на кругу длиной 1—2 км.
Лучшие бегуны пробегают более 250 км, в зависимости от условий. Некоторые участники имеют команду помощников, другие размещают все необходимое у стартовой зоны, с хорошим доступом на каждом круге.
Соревнования по суточному бегу часто совмещены с 6-, 12- или 48-часовым бегом.
Кроме суточного бега существует также и суточная ходьба.

## Рекорды
Первый (предположительно) спортсмен, пробежавший 100 миль за сутки, был в 1762 году Джон Хаг (Великобритания). К 1790-м г. г. Фостер Пауэлл (Великобритания) сделал 112 миль/180 км. Англичанин Джордж Хазэл пробежал 133 мили/214 км в 1879 году. Вскоре этот рекорд улучшил до 146 миль/235 км его соотечественник Чарльз Роуэлл.
В феврале 1882 Джеймс Слаундер (Великобритания) установил любительский мировой рекорд (120,275 миль/193,3 км; по ходу 17:36.14 на 100 миль) в American Institute Ring в Нью-Йорке. В том же феврале 1882 года Роуэлл пробежал 150 миль/241,757 км в Мэдисон-сквер-гарден в Нью-Йорке за 22:28.25. Все результаты профессионалов были показаны в первый день 6-дневного бега.
Через 50 лет:

### Рекорды до-ИАЮ
Единственной организацией, регистрирующей рекорды на дистанциях длиннее марафона, был тогда английский RRC (с 1952 года). Он признал не все рекорды, перечисленные ниже.
| Результат              | Тип | Легкоатлет         | Дата          | Место                |
| ---------------------- | --- | ------------------ | ------------- | -------------------- |
| 245,107                | П   | Артур Ньютон (ЮАР) | 1931 (1934)   | Гамильтон            |
| 248,960                |     | Д. Рейнольдс       | 1953          |                      |
| 256,400                |     | Уолли Хэйуорд      | 1953          | Motspur Park         |
| 259,603                |     | Рон Бентли         | 1973          |                      |
| 260,925                | С   | Жан-Жиль Буссикэ   | 1979          | Коэткидан            |
| 261,672                |     | Рамон Забало       | 1979          |                      |
| 264,000                | Ш   | Владимир Деменев   | май 1979      | Нытва круг 44 км     |
| 267,200                |     | Стэн Коттрелл      | 1979          |                      |
| 261,204 (162,537 мили) |     | Парк Барнер        | 31.5/1.6.1979 | Хантингтон-Бич       |
| 264,108                |     | Жан-Жиль Буссикэ   | октябрь 1980  | Блэкберн Виттен парк |
| 255,005                | Ш   | Жан-Жиль Буссикэ   | ноябрь 1980   | Ниор                 |
| 272,624                | С   | Жан-Жиль Буссикэ   | 2/3.5.1981    | Лозанна              |
| 274,480                |     | Дэйв Даудл         | 21/22.5.1982  | Глостер              |
| 274,715                |     | Бернар Годэн       | 1982          |                      |
| 275,200                |     | Альфредо Уриа      | 1983          |                      |

1. ↑  Результат Стэна Коттрелла вызывает у специалистов большие сомнения[5]

### Рекорды ИАЮ
Вновь созданная Международная Ассоциация Сверхмарафона (ИАЮ) начала официальную регистрацию мировых рекордов. В 1991 ИАЮ отменила многие результаты, показанные на неутверждённых трассах. С декабря 2013 года ИАЮ регистрирует рекорды (возрастные и абсолютные) независимо от типа поверхности (шоссе, стадион, помещение). Соответствующие рекорды замораживаются.

#### Мужчины
| Результат                         | Тип | Спортсмен               | Дата          | Место       |
| --------------------------------- | --- | ----------------------- | ------------- | ----------- |
| 284,853                           | Ш   | Янис Курос (GRE)        | 2.7.1984      | Нью-Йорк    |
| 283,600                           | С   | Янис Курос (GRE)        | 15/16.3.1985  | Монтобан    |
| 286,463                           | Ш   | Янис Курос (GRE)        | 1986          | Нью-Йорк    |
| 267,543                           | П   | Дон Ричи (GBR)          | 3/4.2.1990    | Милтон-Кинс |
| 285,362                           | С   | Янис Курос (GRE)        | 6/7.5.1995    | Сюржер      |
| 294,104                           | С   | Янис Курос (GRE)        | 12/13.4.1996  | Кобург      |
| 295,030                           | С   | Янис Курос (GRE)        | 28.2/1.3.1997 | Канберра    |
| 303,506                           | С   | Янис Курос (GRE)        | 4/5.10.1997   | Аделаида    |
| Абсолютные (все типы поверхности) |     |                         |               |             |
| 309,399                           | Ш   | Александр Сорокин (LIT) | 28/29.8.2021  | Пабьянице   |

#### Женщины
| Результат                         | Тип | Спортсменка          | Дата          | Место                 |
| --------------------------------- | --- | -------------------- | ------------- | --------------------- |
| 227,261                           | П   | Элинор Адамс         | 1981          | Милтон-Кинс           |
| 222,800                           |     | Элинор Адамс         | 1982          |                       |
| 236,453 (147 миль)                | Ш   | Хилари Уолкер        | август 1988   | Престон               |
| 229,993 (142 мили)                | П   | Элинор Адамс         | 18/19.2.1989  | Милтон-Кинс           |
| 240,169                           | С   | Элинор Адамс         | 1989          | Мельбурн              |
| 237,861                           | П   | Элинор Адамс         | 3/4.2.1990    | Милтон-Кинс           |
| 243,657                           | Ш   | Зигрид Ломски        | 3/4.5.1993    | Базель                |
| 248,901                           | П   | Елена Сидоренкова    | февраль 1996  | Подольск              |
| 242,624                           | С   | Ирина Реутович       | 9/10.5.1998   | Москва                |
| 250,106                           | С   | Эдит Берцеш          | 21/22.9.2002  | Сан-Джованни-Лупатото |
| 252,205                           | Ш   | Мами Кудо            | 11/12.5.2013  | Стенберген            |
| 255,303                           | С   | Мами Кудо            | 10/11.12.2011 | Тайбэй                |
| Абсолютные (все типы поверхности) |     |                      |               |                       |
| 256,246                           |     | Патриция Березновска | 8/9.4.2017    | Лодзь                 |
| 259,991                           | Ш   | Патриция Березновска | 1/2.7.2017    | Белфаст               |
| 270,116                           | Ш   | Камилла Херрон       | 26/27.10.2019 | Альби                 |

### Последние рекорды мира в суточном беге по типу поверхности
Результаты, показанные до декабря 2013 года.
|           | Мужчины   | Мужчины      | Мужчины              | Женщины     | Женщины      | Женщины                 |
| Результат | Спортсмен | Место и дата | Результат            | Спортсменка | Место и дата |                         |
| --------- | --------- | ------------ | -------------------- | ----------- | ------------ | ----------------------- |
| Шоссе     | 290,221   | Янис Курос   | Базель 2/3.5.1998    | 252,205     | Мами Кудо    | Стенберген 11/12.5.2013 |
| Стадион   | 303,506   | Янис Курос   | Аделаида 4/5.10.1997 | 255,303     | Мами Кудо    | Тайбэй 10/11.12.2011    |

## Суточный бег в СССР/СНГ
Владимир Деменев (Нытва, Пермская область) и Александр Комиссаренко (Тула) показали в одиночных забегах 264 и 266,529 км соответственно. В. Ткачук (Бровары) в 1985 году пробежал 245 км. Это были сольные внесоревновательные забеги.
В Москве с 1983 года проводится первый в СССР соревновательный суточный пробег «Сутки бегом». С 1984 года проводился в Одессе.
В 1987—2013 годах в начале сентября в Ленинграде проводился «Испытай себя», включавший суточный бег (до 2010).

## Соревнования
Первый международный чемпионат состоялся 3/4 февраля 1990 года в Милтон-Кинс, Англия. В том же 1990 основан Кубок Европы (зачёт по двум лучшим результатам), с 1992 года проходит чемпионат Европы.
Начиная с 2015 (фактически с 2013) года чемпионаты мира проводятся по нечётным годам, в чётные (с 2016 года) — чемпионаты регионов (Европы, Азии и Океании…)

### Чемпионаты мира
С 2003 года международная ассоциация сверхмарафона организовывала ежегодные всемирные соревнования, называемые 24-часовые Уорлд Челлендж (24h World Challenge). Позднее они получили официальное признание и сейчас называются «IAU 24H World Championship».

#### Чемпионат мира 2017 года
Чемпионат мира 2017 года отличился плохой работой счётной техники. Во время соревнований она больше не работала, чем работала. Предварительные результаты сперва проверялись до 7 июля, затем проверка продолжилась. Окончательные результаты были опубликованы 26 июля с возможностью апелляции до полудня 31 июля. Изменения были значительные, в частности мировой рекорд Патриции Березновской будет 259,991 км. У мужчин второй и третий призёры поменялись местами: Себастиан Белобржески (Польша) — 267,187 и Йохан Стеене (Швеция) — 266,515. Два круга недосчитали и чемпиону Ёсихико Исикава из Японии — 270,870.
|      | Дата          | Место проведения      | Чемпион                    | Чемпионка                        |
| ---- | ------------- | --------------------- | -------------------------- | -------------------------------- |
|      | 3/4.2.1990    | Милтон-Кинс           | Дон Ричи 267,543           | Элинор Адамс 237,861             |
|      | 22/23.9.2001  | Сан-Джованни-Лупатото | Янис Курос 275,829         | Эдит Берсеш 235,030              |
| I    | 11/12.10.2003 | Уден                  | Поль Беккерс 270,087       | Ирина Реутович 237,052           |
| II   | 23/24.10.2004 | Брно                  | Рёичи Сэкия 269,085        | Сумие Инагаки 237,154            |
| III  | 16/17.7.2005  | Вёршах                | Анатолий Кругликов 268,065 | Людмила Калинина 242,228         |
| IV   | 25/26.2.2006  | Тайбэй                | Рёичи Сэкия -2- 272,936    | Сумие Инагаки -2- 237,144        |
| V    | 28/29.7.2007  | Драммондвилл          | Рёичи Сэкия -3- 263,562    | Людмила Калинина -2- 236,848     |
| VI   | 18/19.10.2008 | Сеул                  | Рёичи Сэкия -4- 273,366    | Анн-Мари Верне 239,685           |
| VII  | 2/3.5.2009    | Бергамо               | Хенрик Олссон 257,042      | Анн-Сесиль Фонтен 243,644        |
| VIII | 13/14.5.2010  | Брив-ла-Гайард        | Шинго Иноуе 273,708        | Анн-Сесиль Фонтен -2- 239,797    |
|      | 2011          | Бруг, затем Тайбэй    | Отменён                    | Отменён                          |
| IX   | 8/9.9.2012    | Катовице              | Майкл Мортон 277,543       | Михаэла Димитриаду 244,232       |
| X    | 11/12.5.2013  | Стенберген            | Джон Ольсен 269,675        | Мами Кудо 252,205 WR*            |
|      | 2014          | Пльзень, затем Тайбэй | Отменён                    | Отменён                          |
| XI   | 11/12.4.2015  | Турин                 | Флориан Рёйс 263,899       | Кэтлин Надь 244,495              |
| XII  | 1/2.7.2017    | Белфаст               | Ёсихико Исикава 270,870    | Патриция Березновска 259,991 WR* |
| XIII | 26/27.10.2019 | Альби                 | Александр Сорокин 278,973  | Камилла Херрон 270,116 WR        |
|      | 2/3.10.2021   | Тимишоара Бухарест    | Отменён                    | Отменён                          |
|      | декабрь 2023  | Тайбэй                |                            |                                  |

### Чемпионаты Европы
|       | Дата          | Место проведения      | Чемпион                        | Чемпионка                       |
| ----- | ------------- | --------------------- | ------------------------------ | ------------------------------- |
| I     | 29/30.5.1992  | Апелдорн              | Хельмут Шике 250,698           | Зигрид Ломски 231,008           |
| II    | 3/4.5.1993    | Базель                | Хельмут Дрейер 259,265         | Зигрид Ломски -2- 243,657       |
| III   | 20/21.5.1994  | Сегед                 | Янош Богар 261,122             | Зигрид Ломски -3- 231,482       |
|       | 1995          | Торхаут               | Отменён                        | Отменён                         |
| IV    | 21/22.9.1996  | Курсон                | Ференц Дьёри 259,922           | Мари Бертран 231,049            |
| V     | 3/4.8.1997    | Базель                | Владимир Тивиков 249,039       | Ирина Реутович 236,284          |
| VI    | 29/30.8.1998  | Маркетт-ле-Лилль      | Люсьен Тэльман 267,626         | Мари Бертран -2- 226,457        |
| VII   | 25/26.9.1999  | Сан-Джованни-Лупатото | Янис Курос 262,324             | Ирина Реутович -2- 223,763      |
| VIII  | 21/22.10.2000 | Уден                  | Любомир Хрмо 259,273           | Ирина Реутович -3- 225,418      |
| IX    | 25/26.5.2001  | Апелдорн              | Поль Беккерс 269,559           | Ирина Реутович -4- 226,634      |
| X     | 7/8.9.2002    | Гравиньи              | Йенс Лукас 267,294             | Эдит Берсеш 232,284             |
| XI    | 11/12.10.2003 | Уден                  | Поль Беккерс -2- 270,087 CR    | Ирина Реутович -5- 237,052      |
| XII   | 23/24.10.2004 | Брно                  | Любомир Хрмо 259,064           | Галина Еремина 235,012          |
| XIII  | 16/17.7.2005  | Вёршах                | Анатолий Кругликов 268,065     | Людмила Калинина 242,228        |
| XIV   | 23/24.9.2006  | Сан-Джованни-Лупатото | Владимир Бычков 254,774        | Ирина Коваль 229,452            |
| XV    | 5/6.5.2007    | Мадрид                | Анатолий Кругликов -2- 257,358 | Людмила Калинина -2- 233,307    |
|       | 2008          | не проводился         | не проводился                  | не проводился                   |
| XVI   | 2/3.5.2009    | Бергамо               | Хенрик Олссон 257,042          | Анн-Сесиль Фонтен 243,644       |
| XVII  | 13/14.5.2010  | Брив-ла-Гайард        | Иван Кудин 263,841             | Анн-Сесиль Фонтен -2- 239,797   |
|       | 2011          | Бруг                  | Отменён                        | Отменён                         |
| XVIII | 8/9.9.2012    | Катовице              | Флориан Рёйс 261,71803         | Михаэла Димитриаду 244,232      |
| XIX   | 11/12.5.2013  | Стенберген            | Флориан Рёйс -2- 259,939       | Анн-Мари Верне 229,393          |
|       | 2014          | Пльзень               | Отменён                        | Отменён                         |
| XX    | 11/12.4.2015  | Турин                 | Флориан Рёйс -3- 263,899       | Мария Янссон 238,964            |
| XXI   | 22/23.10.2016 | Альби                 | Дан Лоусон 261,843             | Мария Янссон -2- 250,647 ER, CR |
| XXII  | 26/27.5.2018  | Тимишоара             | Анджей Радзиковски 265,419     | Патриция Березновска 243,355    |
|       | сентябрь 2020 | Сан-Джованни-Лупатото | Отменён                        | Отменён                         |
| XXIII | сентябрь 2022 | Сан-Джованни-Лупатото |                                |                                 |

### Чемпионаты Азии и Океании
После чемпионата мира 2001 ИАЮ начала разыгрывать чемпионат Азии и Океании. Первым чемпионом в 2002 году стал Янис Курос. Чемпионат Азии и Океании 2016 года состоялся 19/20 ноября также на о. Тайвань.
|   | Дата          | Место проведения | Чемпион              | Чемпионка             |
| - | ------------- | ---------------- | -------------------- | --------------------- |
| I | 2/3.2.2002    | Тайбэй           | Янис Курос 284,070   | Хироко Окияма 215,846 |
|   |               |                  |                      |                       |
|   | 19/20.11.2016 | Гаосюн           | Барри Лавдей 235,868 | Никки Винд 209,497    |
|   | 1/2.12.2018   | Тайбэй           |                      |                       |

### Чемпионаты России
Чемпионаты России в настоящее время проходят в мае в рамках пробега «Сутки бегом». В 2011 году в рамках XX сверхмарафона «Сутки бегом» прошёл чемпионат России по бегу на 100 километров.
9/10 мая 1998 года Ирина Реутович (Калининград) установила мировой рекорд 242,624 км. В 2014 году Александра Васютина (1932 г. р.) из Ессентуков пробежала 118,249 км, намного превысив свой мировой рекорд в группе старше 80 лет.